# Gergis pallidinervis
Gergis pallidinervis är en insektsart som beskrevs av Carl Stål 1875. Gergis pallidinervis ingår i släktet Gergis och familjen gräshoppor. Inga underarter finns listade i Catalogue of Life.